# Ligament collatéral médial de l'articulation talo-crurale
Le ligament collatéral médial de l'articulation talo-crurale (ou ligament latéral interne de l'articulation du cou-de-pied ou ligament deltoïde de l'articulation talo-crurale) est un ligament de l'articulation talo-crurale.

## Description
Le ligament collatéral médial de l'articulation talo-crurale est une bande fibreuse en forme d'éventail reliant les bords antérieur et postérieur de la malléole médiale et la partie postérieure du tarse.
Il présente une couche superficielle et une couche profonde.

### Couche superficielle
La couche superficielle constituant le ligament deltoïde proprement dit est constitué de trois parties :
- la partie tibio-naviculaire qui se termine sur la face supérieure de l'os naviculaire,
- la partie tibio-calcanéenne qui se termine sur le sustentaculum tali du calcanéus et sur le ligament calcanéo-naviculaire plantaire,
- la partie tibio-talaire antérieure qui se termine sur la partie médiale du col du talus.

### Couche profonde
La couche profonde forme la partie tibio-talaire postérieure qui se termine sur le tubercule médial du processus postérieur du talus.

## Fonction
Le ligament collatéral médial de l'articulation talo-crurale soutient l'articulation de la cheville et résiste à une éversion excessive du pied.

## Rapports
Le ligament collatéral médial de l'articulation talo-crurale est recouvert par les tendons du muscle tibial postérieur et du muscle fléchisseur commun des orteils.